# Lobaye (Fluss)
Der Lobaye (früher auch Lobai oder Lobaje) ist ein Fluss in der Zentralafrikanischen Republik.

## Verlauf
Er ist ein etwa 440 km langer Nebenfluss des Ubangi. Der Fluss entspringt bei der zentralafrikanische Stadt Bouar als Bali. Er fließt generell südöstlich. Dabei durchquert er, abgesehen von Baoro, keine weiteren Städte. Er mündet schließlich in der Präfektur Lobaye in der Nähe von Mongoumba und gegenüber der kongolesischen Stadt Libenge in den Ubangi. An einem seiner Zuflüsse liegt der Boukokodamm, der zur Bewässerung der umliegenden Felder errichtet wurde.

## Hydrometrie
Durchschnittliche monatliche Durchströmung des Lobaye gemessen an der hydrologischen Station in Mbato, etwa 40 km oberhalb der Mündung in den Ubangi in m³/s (1950–1994).
- Diagrammdaten:
- Definition |
- Rohdaten |
- Hilfe

## Naturschutz
In dem Biosphärenreservat Basse-Lobaye am Lobaye ist eine Unterart der Grünen Stummelaffen beheimatet.